# Conolophia pontias
Conolophia pontias là một loài bướm đêm trong họ Geometridae.